# Puerta del Sur (métro de Madrid)
Puerta del Sur est une station de métro espanole, des lignes 10 et 12 du métro de Madrid, située sur au croisement des avenues de la Libertad et Leganès, sur le territoire de la commune d'Alcorcón, membre de la Communauté de Madrid.

## Situation sur le réseau
Établie en souterrain, la station Puerta del Sur est une station de correspondance, elle dispose de deux plateformes : le terminus sud de la ligne 10 du métro de Madrid, après la station Joaquín Vilumbrales, et située en dessous celle de la ligne 12 du métro de Madrid (circulaire), entre les stations San Nicasio et Parque Lisboa.

## Histoire
La station Puerta del Sur est mise en service le 11 avril 2003, lors de l'ouverture à l'exploitation du prolongement de la ligne 10. Cette station est créée pour faire le lien entre les lignes 10 et 12 avec la construction de deux plateformes souterraines l'une au-dessus de l'autre (la 12 est plus profonde) et perpendiculaires pour faciliter les correspondances des voyageurs. Un dépôt est également construit à l'ouest de la station.